# 名鉄エリアパートナーズ
名鉄エリアパートナーズ株式会社（めいてつエリアパートナーズ、Meitetsu Area Partners Inc.）は、愛知県名古屋市南区に本社を置き、主に駅舎建築・鉄道保守・駅清掃などの業務を行う名鉄グループの企業。名古屋鉄道株式会社（名鉄）の子会社である。旧社名は名鉄産業株式会社（めいてつさんぎょう、Meitetsu Sangyo）である。
本項では、当社に吸収合併された各社についても扱う。

## 沿革

### 名鉄エリアパートナーズ
- 1950年（昭和25年）8月4日 - 株式会社名鉄共栄社として設立[1]。
- 1960年（昭和35年）3月 - 名鉄観光サービス株式会社 (初代)に商号変更[1]。
- 1961年（昭和36年）4月 - 観光部・広告部・販売部写真業務を名鉄観光サービス株式会社（2代）へ分社化、同時に名鉄産業株式会社へ商号変更[1]。
- 2022年（令和4年）7月1日 - 名鉄木材防腐株式会社と名鉄環境造園株式会社の2社を吸収合併するとともに名鉄エリアパートナーズ株式会社へ商号変更。物販事業を株式会社名鉄生活創研へ、駅ナカ運営事業を名鉄プロパティマネジメント株式会社（名鉄都市開発株式会社の子会社）へ、それぞれ事業譲渡[1][2]。

### 名鉄木材防腐
- 1965年（昭和40年） - 名鉄木材防腐株式会社として設立[1]。
- 2022年（令和4年）7月1日 - 名鉄環境造園株式会社とともに名鉄産業株式会社へ合併[1]。

### 名鉄環境造園
- 1975年（昭和50年） - 名鉄団地サービス株式会社として設立[1]。
- 1979年（昭和54年） - 名鉄団地興業株式会社へ商号変更[1]。
- 1986年（昭和61年） - セントラル緑化造園株式会社を吸収合併するとともに名鉄造園株式会社へ商号変更[1]。
- 1999年（平成11年） - 名鉄環境開発株式会社を吸収合併するとともに名鉄環境造園株式会社へ商号変更[1]。
- 2022年（令和4年）7月1日 - 名鉄木材防腐株式会社とともに名鉄産業株式会社へ合併[1]。

#### 名鉄環境開発
- 1972年（昭和47年） - 名鉄ブルドーザー工事株式会社として設立[1]。
- 1985年（昭和60年） - 名鉄環境開発株式会社へ商号変更[1]。
- 1999年（平成11年） - 名鉄造園株式会社へ合併[1]。

#### セントラル緑化造園
- 1973年（昭和48年） - セントラル緑化造園株式会社として設立[1]。
- 1986年（昭和61年） - 名鉄団地興業株式会社へ合併[1]。

## 事業内容

### 環境メンテナンス事業
主要駅（中部国際空港駅など）のプラットホームの清掃や、鉄道・バス車両の清掃を行っている。

### エネルギー事業
プライベートブランドのエンジンオイル「MEITETSU ECO DIESEL OIL」の販売、「ENEOS FCカード」の発行を行っている。
愛知県内の一部のガソリンスタンドの運営も行っていたが、2001年（平成13年）に撤退している。

### 商事事業
法人向けに、食材や生花・造花などの販売事業を行っている。

### 飲食・売店事業
- 麺坊かどや、かどや - 各1店舗を運営。
- ナゴヤドームの売店「さんどら亭」を運営。

### 過去の事業

#### 2022年に移管
2022年7月1日付で、名鉄グループ内の事業再編により以下の事業をグループ内の他社へ事業譲渡した。
- 金山駅（金山総合駅）のミュープラット金山などの運営や、各駅構内のテナント管理といったプロパティマネジメント (PM) 事業は、名鉄プロパティマネジメントへ事業譲渡。
- 駅売店や駅ナカコンビニ（サンコス、ファミリーマート）の運営などの物販事業は、名鉄生活創研へ事業譲渡[2]。

#### 名鉄産業時代に撤退
以下の事業については、名鉄産業時代に撤退している。

##### フランチャイジー
- プロント
  - プロント中部国際空港店 - 2021年3月7日閉店。
- ドトールコーヒーショップ
  - 名鉄刈谷店、名鉄金山店、地下鉄金山店、名古屋ミヤコ地下街店、名鉄岐阜店を運営していたが順次撤退し、合併後の2022年7月現在では全て撤退済み。
- ロッテリア
  - 主に名鉄の駅構内でロッテリアの店舗を運営していたが、2010年代半ばに全店舗の運営から撤退。
- 大阪王将
  - 2022年6月20日に岐阜茜部店が閉店したことにより、全店舗の運営から撤退。

##### テーマパーク内店舗
以下のテーマパーク内のレストラン・売店などの運営についても、2010年代前半に全て撤退している。
- 明治村
- リトルワールド
- 日本モンキーパーク
- 南知多ビーチランド